# Banyuputih (Batang)
Banyuputih is een bestuurslaag in het regentschap Batang van de provincie Midden-Java, Indonesië. Banyuputih telt 6216 inwoners (volkstelling 2010).